# Polska Niepodległa
Polska Niepodległa (PN) – polska wojskowo-cywilna organizacja konspiracyjna działająca w okresie od jesieni 1939 do połowy 1945 na obszarze większości okupowanej przez Niemców Polski (głównie części centralnej).
Organizacja została utworzona 1 listopada 1939 w Warszawie z inicjatywy inżyniera Józefa Sulińskiego ps. „Zawisza”, który został jej pierwszym komendantem głównym. W jej skład weszli początkowo pracownicy Zarządu Warszawy i podporządkowanych mu jednostek organizacyjnych oraz byli członkowie ochotniczych batalionów robotniczych broniących stolicy we wrześniu 1939. W późniejszym okresie dołączyli ludzie z innych środowisk, chociaż PN zachowała swój apolityczny charakter. Prowadziła ona działalność w zakresie wydawania i kolportażu własnej prasy podziemnej (między innymi tygodnik „Jutro”, miesięcznik „Głos Wolny, Wolność Ubezpieczający”), szkolenia wojskowego, samoobrony, akcji sabotażowo-dywersyjnych.
W skład Komendy Głównej Polski Niepodległej wchodziło 6 Wydziałów: Organizacyjny (szef Karol Mroczkowski „Korczak”), Wojskowy (szef pułkownik Stanisław Giebułtowicz „Żubr”), Informacji (szef Ryszard Toporowski „Topór”), Propagandy i Prasy (szef NN „Satyr”), Skarbowy (szef inżynier Anatol Kwiatkowski „Toliński”), Cywilny (szef Stanisław Lemański „Bukowczyk”). Od 1942 istniało 8 Okręgów w terenie: I Warszawa, II Województwo Warszawskie, III Lublin, IV Łódź, V Kielce, VI Kraków, VII Białystok, VIII Poznań. Najniższą jednostką była 5-osobowa sekcja, dalej występowały drużyna, pluton, placówka i zgrupowanie.

Tekst przysięgi członków Polski Niepodległej: 

Wstępując do Organizacji Polski Niepodległej, przysięgam Bogu Wszechmogącemu i Ojczyźnie rozkazy władz organizacyjnych ściśle, chętnie i bez wahania wypełniać, tajemnic organizacyjnych nigdy i nikomu ani dobrowolnie, ani pod przymusem zdradzić, sprawie wyzwolenia Ojczyzny poświęcić się i służyć jej aż do ostatecznego zwycięstwa. Tak mi dopomóż Bóg.

Organizacja w szczytowym okresie liczyła około 20 tysięcy członków. W pierwszej połowie 1940 wchodziła w skład Komitetu Porozumiewawczego Organizacji Niepodległościowych. Z 7 na 8 stycznia 1941 został aresztowany przez Niemców Józef Suliński i osadzony na Pawiaku. Jednakże nadal kierował on organizacją zza krat. 18 października udało mu się zbiec ze szpitala zakaźnego. W 1942 PN pod względem wojskowym została podporządkowana Komendzie Głównej Armii Krajowej. W latach 1943–1944 współpracowała ze Związkiem Odbudowy Rzeczypospolitej.
29 marca 1944 Józef Suliński popełnił samobójstwo, połykając cyjanek przy próbie aresztowania w Piastowie. Nowym komendantem głównym został dotychczasowy szef sztabu Karol Mroczkowski ps. „Korczak”. W lipcu 1944 cywilna część PN współtworzyła Zjednoczenie Demokratyczne.
Członkowie PN wzięli udział w powstaniu warszawskim w szeregach jednostek AK, między innymi Eugeniusz Rutkowski ps. „Goraj” (kompania „Goraj” na Czerniakowie), Zygmunt Skowron ps. „Rafał”, dowódca praskiej kompanii 641. Ponadto członkowie PN walczyli w Zgrupowaniu „Siekiera”.
20 września 1945 rozkazem komendanta Karola Mroczkowskiego organizacja została rozwiązana.
Obecnie istnieje Środowisko „Polska Niepodległa” przy Światowym Związku Żołnierzy Armii Krajowej.